# Misagria divergens
Misagria divergens är en trollsländeart som beskrevs av De Marmels 1981. Misagria divergens ingår i släktet Misagria och familjen segeltrollsländor. Inga underarter finns listade i Catalogue of Life.